# Aristeion
Aristeion - nagrody przyznawane w latach 1990–1999 twórcom i tłumaczom literatury europejskiej w ramach programu ARIANE. Nagrody wręczane były w Europejskich Stolicach Kultury.

## Laureaci
| rok  | miasto     | pisarz                                                      | dzieło                               |
| ---- | ---------- | ----------------------------------------------------------- | ------------------------------------ |
| 1990 | Glasgow    | Jean Echenoz Francja                                        | Lac                                  |
| 1991 | Dublin     | Mario Luzi Włochy                                           | Frasi e Incisi di un Canto Salutare  |
| 1992 | Madryt     | Manuel Vázquez Montalbán Hiszpania                          | Galíndez                             |
| 1993 | Antwerpia  | Cees Nooteboom Holandia                                     | Het volgende verhaal                 |
| 1994 | Lizbona    | Juan Marsé Hiszpania                                        | El embrujo de Shanghai               |
| 1995 | Luksemburg | Herta Müller Niemcy                                         | Herztier                             |
| 1996 | Kopenhaga  | Salman Rushdie Wielka Brytania · Christoph Ransmayr Austria | The Moor's Last Sigh Morbus Kitahara |
| 1997 | Saloniki   | Antonio Tabucchi Włochy                                     | Sostiene Pereira                     |
| 1998 | Sztokholm  | Hugo Claus Belgia                                           | De Geruchten                         |
| 1999 | Weimar     | José Hierro Hiszpania                                       | Cuadeno de Neuva York                |

| rok  | miasto     | tłumacz                           | dzieło                                                         |
| ---- | ---------- | --------------------------------- | -------------------------------------------------------------- |
| 1990 | Glasgow    | Michael Hamburger Wielka Brytania | Paul Celan: Poems of Paul Celan                                |
| 1991 | Dublin     | Frans van Woerden Holandia        | Louis-Ferdinand Céline: De Brug van Londen - Guignol's Band II |
| 1992 | Madryt     | Socrates Kapsaskis Grecja         | James Joyce: Ulysses                                           |
| 1993 | Antwerpia  | Françoise Wuilmart Belgia         | Ernst Bloch: Das Prinzip Hoffnung                              |
| 1994 | Lizbona    | Giovanni Raboni Włochy            | Marcel Proust: À la Recherche du Temps Perdu                   |
| 1995 | Luksemburg | Dieter Hornig Austria             | Henri Michaux: Un barbare en Asie                              |
| 1996 | Kopenhaga  | Thorkild Bjørnvig Dania           | Rainer Marie Rilke: Udsat på hjertets bjerge                   |
| 1997 | Saloniki   | Hans-Christian Oeser Niemcy       | Patrick McCabe: The Butcher Boy                                |
| 1998 | Sztokholm  | Miguel Sáenz Hiszpania            | Günter Grass: Ein weites feld                                  |
| 1999 | Weimar     | Claus Bech Dania                  | Flann O’Brien: The Third Policeman                             |